# Yesid Martínez
Yesid Martínez (Puerto Tejada, Cauca, Colombia; 1 de febrero de 1980) es un exfutbolista colombiano. Jugaba de defensa y su último equipo fue el Atlético Bucaramanga de Colombia. Fue campeón con el deportes Tolima en el año 2003, Yesid era apodado como el camion.

## Clubes
| Club                 | País     | Año         |
| -------------------- | -------- | ----------- |
| Deportes Tolima      | Colombia | 2003 - 2011 |
| Cúcuta Deportivo     | Colombia | 2012        |
| Deportes Tolima      | Colombia | 2012        |
| Atlético Bucaramanga | Colombia | 2013        |